# Candy: Tod in Texas
Candy: Tod in Texas (Originaltitel: Candy) ist eine US-amerikanische Krimi-Miniserie, die auf dem Leben der Texanerin Candy Montgomery basiert, der Anfang der 1980er Jahre der Mord an ihrer Freundin Betty Gore angelastet wurde. Die Premiere fand am 9. Mai 2022 beim US-Streamingdienst Hulu statt. Im deutschsprachigen Raum erfolgte die Erstveröffentlichung der Miniserie am 9. November 2022 durch Disney+ via Star als Original.

## Handlung
1980 wird die in einem Vorort von Wylie (Texas) lebende Candy Montgomery beschuldigt, ihre Freundin Betty Gore ermordet zu haben. Sie hatte zuvor eine Affäre mit Gores Ehemann Allan gehabt. Im folgenden Strafprozess erklärt sie, sich verteidigt zu haben, nachdem Gore sie mit einer Axt angegriffen hatte. Sie wird freigesprochen.

## Produktion
Die Dreharbeiten fanden im Februar 2022 in Decatur, Georgia statt.

## Besetzung und Synchronisation
Die deutschsprachige Synchronisation entstand nach den Dialogbüchern von Claudia Sander sowie unter der Dialogregie von Dorothee Muschter durch die Synchronfirma Splendid Synchron in Berlin.

### Hauptdarsteller
| Rolle                        | Schauspieler    | Synchronsprecher  |
| ---------------------------- | --------------- | ----------------- |
| Candy Montgomery             | Jessica Biel    | Gundi Eberhard    |
| Betty Gore                   | Melanie Lynskey | Dorette Hugo      |
| Allan Gore                   | Pablo Schreiber | Robert Glatzeder  |
| Pat Montgomery               | Timothy Simons  | Fabian Oscar Wien |
| Strafverteidiger Don Crowder | Raúl Esparza    | Peter Flechtner   |

### Nebendarsteller
| Rolle            | Schauspieler      | Synchronsprecher  |
| ---------------- | ----------------- | ----------------- |
| Jason Montgomery | Dash McCloud      | Nocy Weller       |
| Becky Montgomery | Aven Lotz         | Florentine Riedel |
| Sandra Lockett   | Sharon Conley     | Elisa Bannat      |
| Christina Gore   | Antonella Rose    | Milena Rybiczka   |
| Linda            | Coley Campany     | Wicki Kalaitzi    |
| Elaine           | Jamie Anne Allman | Jasmin Arnoldt    |
| Sherry Cleckler  | Jessie Mueller    | Ilona Otto        |
| Jeffrey Lockett  | Russell Thomas    | Sascha Krüger     |
| Richter Ryan     | Tim Ware          | Hans Hohlbein     |

### Episodendarsteller
| Rolle                           | Schauspieler        | Synchronsprecher |
| ------------------------------- | ------------------- | ---------------- |
| Richard                         | Adam Bartley        | Stefan Bräuler   |
| Jerry                           | Bruce McKinnon      | Thomas Kästner   |
| Pfarrer Ron                     | Jordan Patrick      | Julian Tennstedt |
| Lester Gayler                   | Jose Miguel Vasquez | Matthias Busch   |
| Sid                             | Sunkrish Bala       | Dirk Talaga      |
| Tommy                           | Lauren Halperin     | Denise Zich      |
| David „Davey“ Gore              | Hudson Hughes       | Nick Kanty       |
| Jackie Ponder                   | Selena Anduze       | Dana Friedrich   |
| Jack Barton                     | Jason Davis         | Felix Spieß      |
| Deputy Steve „Diffy“ Deffibaugh | Justin Timberlake   | Robin Kahnmeyer  |
| Deputy Denny Reese              | Jason Ritter        | Jan Andreesen    |
| Deputy Dave                     | Shaun Michael Lynch | Michael Gugel    |
| Bob Pomeroy                     | Rick Espaillat      | F.G.M. Stegers   |
| Robert Udashen                  | Jesse Gallegos      | Michael Kargus   |
| Mrs. Pomeroy                    | Annie Cook          | Agnes Hilpert    |
| Tom Cleckler                    | Jack Landry         | Henning Bormann  |
| ADA Schultz                     | Norio Nishimura     | Sven Fechner     |
| DA O’Connell                    | Jayson Warner Smith | Matthias Klages  |

## Episodenliste
| Nr. | Deutscher Titel             | Originaltitel          | Erstveröffentlichung (USA) | Deutschsprachige Erstveröffentlichung (D/A/CH) | Regie              | Drehbuch                                    |
| --- | --------------------------- | ---------------------- | -------------------------- | ---------------------------------------------- | ------------------ | ------------------------------------------- |
| 1   | Freitag der 13.             | Friday the 13th        | 9. Mai 2022                | 9. Nov. 2022                                   | Michael Uppendahl  | Nick Antosca & Robin Veith                  |
| 2   | Trautes Heim – Glück allein | Happy Wife, Happy Life | 10. Mai 2022               | 9. Nov. 2022                                   | Jennifer Getzinger | David Matthews                              |
| 3   | Zu viel des Guten           | Overkill               | 11. Mai 2022               | 9. Nov. 2022                                   | Ben Semanoff       | Brett Johnson                               |
| 4   | Zweifel                     | Cover Girl             | 12. Mai 2022               | 9. Nov. 2022                                   | Tara Nicole Weyr   | Elise Brown                                 |
| 5   | Der Kampf                   | The Fight              | 13. Mai 2022               | 9. Nov. 2022                                   | Michael Uppendahl  | Brett Johnson, David Matthews & Robin Veith |

## Rezeption
Mit Stand April 2023 waren die mehr als 146 Kritiken laut Rotten Tomatoes zu etwa 70 % positiv.